# Sophie Kinsella
Sophie Kinsella, pseudònim de Madeleine Sophie Townley (Londres, 12 de desembre de 1969), és una escriptora i periodista britànica. Els seus llibres s'han traduït a més de 40 idiomes i se n'han venut més de 40 milions de còpies a més de 60 països.

## Biografia
Llicenciada en Política, Economia i Filosofia al New College d'Oxford, va treballar breument com a periodista especialitzada en temes financers per dedicar-se més endavant a la narrativa. Amb el seu nom real ha publicat set títols de novel·la rosa.
L'any 2000 va passar a publicar novel·les del gènere anomenat chick-lit amb el pseudònim de Sophie Kinsella (agafat del seu segon nom i del cognom de soltera de la seva mare) i va obtenir el seu primer èxit internacional: The Secret Dreamworld of a Shopaholic, traduït al català amb el títol Boja per comprar. Aquest llibre és el primer d'una sèrie que, fins al 2019, consta de deu títols. El 2009, amb els dos primers llibres de la saga se'n va fer el guió de la pel·lícula Confessions of a Shopaholic, amb Isla Fisher com a protagonista.
L'escriptora viu a Londres amb el marit, Henry Wickham, i cinc fills (Freddy, Hugo, Oscar, Rex i Sybella). La seva germana, Gemma Townley, és també escriptora (i música).

## Obres publicades

### Amb el nom real de Madeleine Wickham
- 1995 - The Tennis Party
- 1996 - A Desirable Residence
- 1997 - Swimming Pool Sunday
- 1998 - The Gatecrasher
- 1999 - The Wedding Girl
- 2000 - Cocktails for Three
- 2001 - Sleeping Arrangements

### Amb el pseudònim de Sophie Kinsella

#### SèrieShopaholic
1. 2000 - The Secret Dreamworld of a Shopaholic (edició en català: Boja per comprar, trad. de Mercè Costa, Edicions 62 - Salamandra, 2001, ISBN 8429748237)
2. 2001 - Shopaholic Abroad
3. 2002 - Shopaholic Ties the Knot
4. 2004 - Shopaholic & Sister
5. 2007 - Shopaholic & Baby
6. 2010 - Mini Shopaholic
7. 2014 - Shopaholic to the Stars
8. 2014 - Shopaholic on Honeymoon
9. 2016 - Shopaholic to the Rescue
10. 2019 - Christmas Shopaholic

#### Altres novel·les per a adults
- 2003 - Can You Keep a Secret?
- 2006 - The Undomestic Goddess
- 2008 - Remember Me?
- 2009 - Twenties Girl
- 2012 - I've Got Your Number
- 2013 - Wedding Night
- 2017 - My Not So Perfect Life
- 2018 - Surprise Me
- 2019 - I Owe You One

#### Novel·la juvenil
- 2015 - Finding Audrey
- 2018 - Mummy Fairy and Me
- 2018 - Mummy Fairy and Me. 2: Fairy in Waiting
- 2019 - Mummy Fairy and Me. 3: Unicorn Wishes

### Miscel·lània
- 2004 - Girls Night In (recull de narracions d'autores femenines, entre les quals Meg Cabot i Jennifer Weiner)